# 누르 히샴 압둘라
누르 히샴 빈 압둘라(말레이어: Noor Hisham bin Abdullah, 1963년 4월 21일 ~ )는 말레이시아의 내분비의 외과의사로 2013년 3월 이래 말레이시아 보건국장을 지내고 있는 중이다. 2020년에 일어난 말레이시아의 코로나바이러스감염증-19 범유행 당시의 활약으로 명성을 알리기 시작했다.
슬랑오르주에서 중국 푸저우 출신 빈민의 아들로 태어나서 클랑에 위치한 술탄 알람 샤 이슬람 대학의 지원을 통해 중등 교육을 받았다. 1988년에 말레이시아 국립대학교로부터 의학 박사 학위를 받았고, 1994년에는 말레이시아 국립대학교로부터 의학 석사 학위를 받았다.
1988년부터 쿠알라룸푸르 대학교 병원에서 의사로 근무했고, 1989년에는 사고 및 응급실 전문의로 근무했다. 1998년에는 쿠알라룸푸르 병원의 유방 및 내분비 수술 전담부장으로 임명되었고, 2002년부터 유방 및 내분비 담당 수석 전문의로 근무했다. 2008년부터 2013년까지 말레이시아 보건부국장으로 근무했다.